# Virginia Innocenti
Virginia Beatriz Innocenti (Buenos Aires, 15 de enero de 1966) es una actriz, autora y cantante argentina.
Posee una extensa carrera en cine, teatro, radio y televisión debutando a mediados de los ochenta.
Fue distinguida en dos oportunidades con los Premios Konex: en 2001 como una de las cinco Mejores Actrices de Cine de los ´90 y en 2011 como Mejor Labor Teatral en Unipersonal de la última década. Además, también fue galardonada en los Premios Martín Fierro como Actriz protagonista de comedia por la telenovela Campeones de la vida y nominada en los Premios Cóndor de Plata del cine Argentino.
Es responsable de la dirección artística de sus discos y de sus presentaciones en vivo. Realizó cortinas musicales, lleva editadas varias canciones y artículos de su autoría y ha ideado y conducido varios programas de radio.

## Carrera
En el mundo de las telenovelas de la televisión argentina, Innocenti es reconocida por darle vida a varias villanas. 
Trabajo en más de 15 películas del cine argentino, como por ejemplo en La historia oficial (1985), Los amores de Laurita (1986), Sur (1987), Gatica, “el mono” (1993), Cohen vs. Rosi (1998), Iluminados por el fuego (2005) entre otras.
Después de diez años en ausencia, regresa con una interpretación especial en “Argentina, tierra de amor y venganza”, la superproducción de El Trece, donde encarna a una madre violenta y autoritaria.
Su disco “En la luna” fue nominado a los Premios Gardel. Cuenta que le llevó toda la vida alcanzar este estado de bienestar, que actualmente disfruta y cuenta también cómo lo logró.

### Homenaje a Tita Merello
En el año 2011, Innocenti presentó en instalaciones del Cine Teatro Catamarca la obra “Dijeron de Mi”,  representa un viaje de impresiones sobre aspectos de la vida y la personalidad de Tita Merello, una mujer de vanguardia que supo mantenerse vigente por más de cinco décadas, siempre polémica, genuina, inimitable en su modo de actuar y de cantar y que logró ocupar un sitio hasta entonces reservado en nuestro país sólo para los hombres.

## Trayectoria

### Ficciones
| Año       | Título                                                   | Papel                           | Notas                                                 | Canal          |
| --------- | -------------------------------------------------------- | ------------------------------- | ----------------------------------------------------- | -------------- |
| 2025      | En el barro                                              | Pamela Antonia                  |                                                       | Netflix        |
| 2019      | Argentina, tierra de amor y venganza                     | Libertad Anchorena Vda de Morel | Antagonista                                           | Canal 13       |
| 2018      | Rizhoma Hotel                                            | Enfermera                       | Epi. 14: "Resucito"                                   | Telefe         |
| 2015      | Conflictos modernos                                      | Angela                          | Epi. 9: "Mateo"                                       | Canal 9        |
| 2014      | Cuentos de identidad                                     | Esther                          | Protagonista                                          | TV Pública     |
| 2013      | Desconcierto                                             | La pianista                     | Ciclo de Homenaje a Teatro Abierto                    | TV Pública     |
| 2013      | Historia clínica                                         | Tania                           | Epi. 4: "Discepolín: Donde sufrimiento se hace carne" | Telefe         |
| 2011      | La defensora                                             | Sofía Méndez                    | Protagonista                                          | TV Pública     |
| 2011      | El hombre de tu vida                                     | Ana María                       | Episodio 1, Temporada 1                               | Telefe         |
| 2008      | Vidas robadas                                            | Nacha Noguez                    | Antagonista                                           | Telefe         |
| 2006      | Mujeres asesinas 2                                       | Patricia                        | Epi. 28: "Sofía, nena de papá"                        | Canal 13       |
| 2006      | Mujeres asesinas 2                                       | Prospera                        | Epi. 34: "Próspera, arrepentida"                      | Canal 13       |
| 2005      | Hombres de honor                                         | Mónica Catalano                 | Coprotagonista                                        | Canal 13       |
| 2003      | Hospital público                                         | Dra. Valeria Quiroga            | Protagonista                                          | América TV     |
| 2003      | Infieles                                                 | Leticia                         | Epi. 3: "Que en paz descanse"                         | Canal 9        |
| 2002      | Infieles                                                 | Prostituta                      | Epi. 9: "El fin justifica los medios"                 | Telefe         |
| 2000      | Campeones de la vida 2                                   | Azucena Gaitan                  | Coprotagonista                                        | Canal 13       |
| 1999      | El hombre                                                | Violeta Millán                  | Coprotagonista                                        | Canal 13       |
| 1998      | Fiscales                                                 | Lucía Moreno                    | Protagonista                                          | Telefe         |
| 1998      | Casa natal                                               | Natalia                         | Participación                                         | América TV     |
| 1997      | Verdad consecuencia                                      | Julieta                         | Participación                                         | Canal 13       |
| 1997      | El arcángel                                              | Rocío Blum                      | Elenco secundario                                     | Telefe         |
| 1996      | Alta comedia                                             | Margarita Gautier               | Epi: "Como una rosa blanca"                           | Canal 9        |
| 1996      | Alta comedia                                             | Valeria                         | Epi: "Lejos de mamá"                                  | Canal 9        |
| 1996      | De poeta y de loco                                       | Tatiana                         | Participación                                         | Canal 13       |
| 1995      | Poliladron                                               | María Salerno / Morena Salerno  | Episodio 17                                           | Canal 13       |
| 1994-1995 | Los machos                                               | María Sinarte                   | Elenco secundario                                     | Canal 13       |
| 1994      | Nueve lunas                                              | Valeria                         | Participación                                         | Canal 13       |
| 1994      | ¿Dónde estás amor, de mi vida que no te puedo encontrar? | Virginia                        | Participación                                         | Canal 13       |
| 1993      | ¡Grande, pa!                                             | Irene                           | Recurrente                                            | Telefe         |
| 1993      | Zona de riesgo                                           | Varios personajes               | Varios episodios                                      | Canal 13       |
| 1992-1993 | Inseparables                                             | Rosa Violeta Aranjuez           | Recurrente                                            | RCN Televisión |
| 1992      | Antonella                                                | Miranda                         | Antagonista                                           | Canal 13       |
| 1992      | Luces y sombras                                          | Paula                           | Recurrente                                            | Canal 13       |
| 1991      | Alta comeida                                             | Fernanda                        | Epi: "La mujer del domingo"                           | Canal 9        |
| 1990      | Socorro, quinto año                                      | Virginia                        | Coprotagonista                                        | Canal 9        |
| 1990      | Detective de pareja                                      | Jimena Lagos                    | Elenco secundario                                     | Canal 13       |
| 1989      | Como la vida misma                                       | Sofía Lucero                    | Elenco secundario                                     | Canal 9        |
| 1989      | Hombres de ley                                           | Liliana                         | Participación                                         | ATC            |
| 1988      | Contracara                                               | Teresa                          | Recurrente                                            | ATC            |
| 1987      | De Fulanas y Menganas                                    | Claudia Rossi / Lali            | Epi: "Una hija no desea"                              | ATC            |
| 1987      | Ficciones                                                | Varios personajes               | Varios episodios                                      | ATC            |
| 1986-1987 | Pasión y poder                                           | María Soledad Montenegro Godoy  | Coprotagonista                                        | ATC            |
| 1985      | Colorín colorado                                         | Virginia                        | Elenco secundario                                     | ATC            |
| 1985      | Capricho                                                 | Mónica                          | Antagonista                                           | ATC            |

### Programas
| Año  | Título                      | Papel      | Notas                 | Canal |
| ---- | --------------------------- | ---------- | --------------------- | ----- |
| 1986 | Aerosol, creación colectiva | Conductora | Debut como conductora | ATC   |

### Teatro
| Año              | Obra                                      | Notas |
| ---------------- | ----------------------------------------- | --- |
| 2014             | Noches romanas                            | Dirección: Oscar Barney Finn. Centro Cultural de la Cooperación                                                                    |
| 2013             | En la sangre: Sueños de agua y desembarco | de Virginia Innocenti. Dir. Musical: Diego Vila. Usina del arte. En el marco del Verano Italiano                                   |
| 2013             | Noches romanas                            | Dirección: Oscar Barney Finn. Centro Cultural de la Cooperación                                                                    |
| 2012             | En la sangre: Sueños de agua y desembarco | de Virginia Innocenti. Dir. Musical: Diego Vila. Parque de la memoria                                                              |
| 2010 -2011 -2012 | Dijeron de mi                             | de Virginia Innocenti. Dir. Musical: Diego Vila. Dirección general: Luciano Suardi. Maipo Kabaret. Teatro Maipo. Sala Siranush     |
| 2010             | Mucho ruido y pocas nueces                | Dirección: Oscar Barney Finn. TGSM                                                                                                 |
| 2006-2007        | En agua negra                             | de Virginia Innocenti. Dir. Mariana Obersztein                                                                                     |
| 2004             | La novia de los forasteros                | Dir. Rubens Correa TMGS |
| 2002             | Habrá                                     | Presentación de su 1º Disco como cantante. Dir. Musical: Diego Vila. Puesta: Virginia Innocenti                                    |
| 2002             | Sonata otoñal                             | de Ingmar Bergman. Dir. José Carlos Plaza                                                                                          |
| 2002             | (M) Aquí                                  | show musical. Puesta: Virginia Innocenti. Dir. Musical: Diego Vila                                                                 |
| 1996-1999        | Confesiones de Mujeres de 30              | Dir. Lía Jelín. Premio ACE 1996: Mejor Espectáculo de Humor                                                                        |
| 1994-1995        | Rayuela                                   | de Julio Cortázar. Adap. R. Monti. Dir. Jaime Kogan. Festival Internacional de Teatro de Otoño en Madrid e Iberoamericano de Cádiz |
| 1993-1994        | La oscuridad de la razón                  | de Ricardo Monti. Dir. Jaime Kogan. Premio Municipal: Mejor Obra de Teatro                                                         |
| 1993             | Diosas en el Aires                        | de Luisa Irene Izkowicz. Dir. L.I. Izkowicz                                                                                        |
| 1991             | La gran ilusión                           | Creación Colectiva. Dir. David Amitín                                                                                              |
| 1989-1990        | Pares y niñez                             | de Alonso De Santos. Dir. Jorge Álvarez. Gira Internacional (Cuba, Paraguay, Uruguay).                                             |
| 1988             | Teléfono medido                           | de Beto Gianola. Dir. Jorge Hacker                                                                                                 |

### Cine
| Año  | Título                                        | Personaje               |
| ---- | --------------------------------------------- | ----------------------- |
| 2010 | Lengua materna                                | Ruth                    |
| 2005 | Iluminados por el fuego                       | Marta Vargas            |
| 2000 | El mar de Lucas                               | Manuela                 |
| 2000 | Acrobacias del corazón                        | Lola                    |
| 1999 | La cara del ángel                             | Rita                    |
| 1998 | Sus ojos se cerraron y el mundo sigue andando | Carla                   |
| 1998 | Mala época                                    | Carmen                  |
| 1998 | Cohen vs. Rosi                                | Sofía Rosi              |
| 1997 | Los dueños de los ratones (Cortometraje)      | Lola                    |
| 1997 | La casa de Tourneur                           | Laura                   |
| 1995 | Sin opción                                    | Voz de Liliana Giordano |
| 1995 | Fotos del alma                                | Camila                  |
| 1993 | Gatica, el Mono                               | Claudia                 |
| 1989 | Cipayos                                       | Julia                   |
| 1987 | Sur                                           | Voz de Inés Molina      |
| 1987 | Color escondido                               | Gracia 3                |
| 1986 | Los amores de Laurita                         | Rita                    |
| 1985 | La historia oficial                           | Mujer                   |

### Radio
- No cualquiera se merece un accidente en radio 1110 AM, Radio Ciudad, La Porteña
- La voz en fuga, idea y conducción. 89.9 FM La Isla.

### Cantante
- 2006: En Agua Negra, bajo el sello Acqua Records, con arreglos de Ramiro Allende y producido por Virginia Innocenti y Ramiro Allende
- 2006: Dejamelo Pensar Canal 7, cortina musical, compositora, autora e intérprete
- 2004: Habrá primer disco solista, con algunos temas de su autoría. Producción de Popart Music, bajo el sello Art Music, con la producción artística de Marcelo Macri y los arreglos y la dirección musical de Diego Vila

### Discografía
- 2004: "Habrá" - TOCKA DISCOS
- 2006: "En agua negra" - ACQUA RECORDS
- 2018: "En La Luna" - ACQUA RECORDS

## Premios
- 1989 Nominación Premio Cóndor de Plata: Revelación Femenina por su actuación en Cipayos.
- 1989 Premio Revista Sin Cortes: Revelación Femenina por su actuación en Cipayos.
- 1992 Premio Revista Sin Cortes: Revelación Femenina por Antonella.
- 1993 Nominación Premio Cóndor de Plata: Mejor Actriz de Reparto por Gatica, el mono.
- 1993 Premio Revista Sin Cortes: Mejor Actriz de Reparto por Gatica, el mono.
- 1993 Premio Festival de Cine Luis Sandrini: Mejor Actriz de Reparto por Gatica, el mono.
- 1993 Nominación Premios ACE: Mejor Actriz de Reparto La oscuridad de la razón.
- 1994 Premio Revista Sin Cortes: Mejor Actriz de Reparto por Los Machos.
- 1994 Nominación Premios ACE: Mejor Actriz Dramática por Rayuela.
- 1996 Nominación Premio ACE Mejor Actriz de Comedia por Confesiones de mujeres de 30.
- 2000 Nominación Premio Cóndor de Plata: Mejor Actriz de Reparto por El mar de Lucas.
- 2000 Premio Martín Fierro: Mejor Actriz Protagónica de Comedia Campeones.
- 2001 Premios Konex: Diploma al mérito Mejor Actriz de Cine de la Última Década.
- 2005 Premio Cóndor de Plata: Mejor Actriz de Reparto por Iluminados por el fuego.
- 2006 Premio Clarín Revelación, Mejor Intérprete Melódica por "En Agua Negra".
- 2006 Nominada a los Premios Gardel 2006, por el disco " En Agua Negra".
- 2011 Premios Konex: Diploma al mérito Mejor Actriz de Unipersonal de la Última Década.

## Premios y nominaciones de TV
| Año  | Premio               | Categoría                      | Programa             | Resultado |
| ---- | -------------------- | ------------------------------ | -------------------- | --------- |
| 2000 | Premio Martín Fierro | Actriz Protagonista de Comedia | Campeones de la vida | Ganadora  |
| 2005 | Premio Martín Fierro | Actriz Protagonista de Novela  | Hombres de honor     | Nominada  |
| 2008 | Premio Martín Fierro | Actriz Protagonista de Novela  | Vidas robadas        | Nominada  |
| 2008 | Premio Clarín        | Actriz de Drama                | Vidas robadas        | Nominada  |